# Bestbreeder from 1997 to 2000
Bestbreeder from 1997 to 2000 è una raccolta della band melodic death metal finlandese Children of Bodom, pubblicata nel 2003.

## Descrizione
Bestbreeder from 1997 to 2000 è un disco di Greatest Hits che raccoglie le migliori canzoni del quintetto dagli inizi della loro carriera fino a Follow the Reaper (2000), escludendo quindi l'album Hate Crew Deathroll (2003), uscito a inizio anno. L'album comprende anche Rebel Yell, una delle poche canzoni del quintetto finlandese cantata in modo "pulito".

## Tracce
1. Rebel Yell (Billy Idol cover)
2. In the Shadows
3. Lake Bodom
4. Warheart
5. Silent Night, Bodom Night
6. Towards Dead End
7. Children of Bodom
8. Deadnight Warrior (live)
9. Hatebreeder (live)
10. Touch Like Angel of Death (live)
11. Downfall (live)
12. Follow the Reaper
13. Bodom After Midnight
14. Everytime I Die
15. Mask of Sanity
16. Hate Me!
17. Kissing the Shadows